# Mochileiro

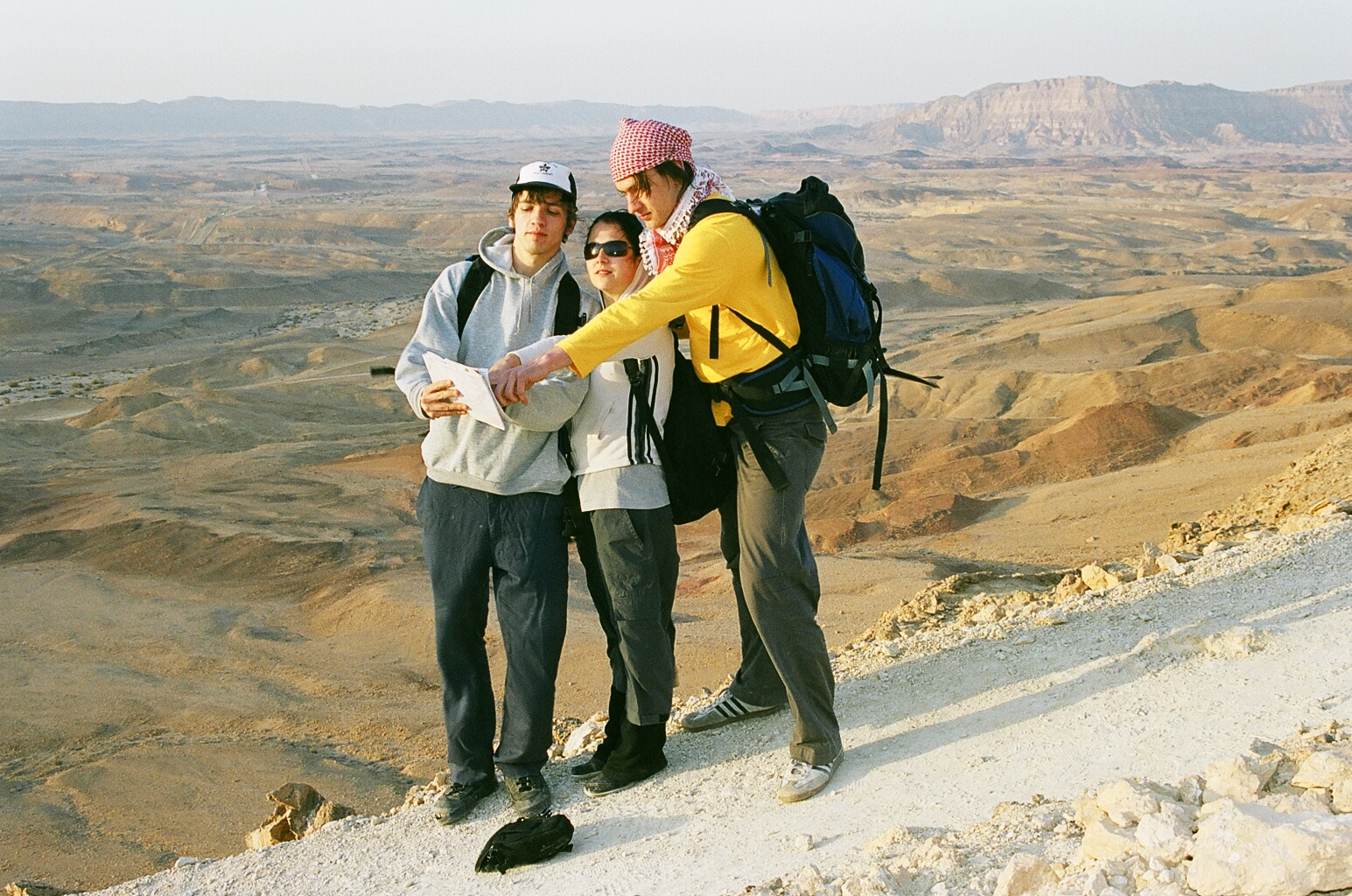
Mochileiros em Israel

Mochileiro é um viajante independente, que organiza suas viagens por conta própria, dando ênfase ao conhecimento, aventura e diversão. Geralmente, utiliza meios de hospedagens mais econômicos e costuma fazer viagens mais longas. O mochileiro é o praticante da mochilagem.
A definição de mochileiro evoluiu à medida que viajantes de diferentes culturas e regiões participam da tendência. Um artigo de 2007 afirma que "os mochileiros constituíam um grupo heterogêneo com relação à diversidade de razões e significados atribuídos às suas experiências de viagem. Eles também demonstraram um compromisso comum com uma forma de viagem não institucionalizada, que era central para sua identificação como mochileiros. . " A mochilagem, como estilo de vida e negócios, cresceu consideravelmente nos anos 2000 devido a companhias aéreas e albergues de baixo custo ou acomodações econômicas em muitas partes do mundo. As leis de vistos em muitos países permitem que pessoas com vistos restritos trabalhem e se sustentem enquanto estão nesses países.

## História
As pessoas viajam há milhares de anos com seus pertences nas costas, mas geralmente por necessidade e não por recreação. O aventureiro italiano do século XVII Giovanni Francesco Gemelli Careri foi sugerido como um dos primeiros mochileiros do mundo, no sentido de uma extensa viagem auto-sustentada por prazer e não por lucro.
A popularidade moderna das mochilas pode ser atribuída, pelo menos em parte, à trilha hippie das décadas de 1960 e 1970, que por sua vez seguiu seções da antiga Silk Road. Alguns mochileiros seguem a mesma trilha hoje.
Tradicionalmente, os mochileiros carregam seus pertences em mochilas de 30 a 60 litros, mas as malas com rodas de rolo e alguns métodos de transporte menos tradicionais se tornaram mais comuns, e tem havido uma tendência de manter os pesos das embalagens abaixo dos 7-10 kg. no limite da maioria das companhias aéreas.